# Rebersburg
Rebersburg és una concentració de població designada pel cens dels Estats Units a l'estat de Pennsilvània. Segons el cens del 2000 tenia 492 habitants.

## Demografia
Segons el cens del 2000, Rebersburg tenia 492 habitants, 184 habitatges, i 142 famílies. La densitat de població era de 125,8 habitants/km².
Dels 184 habitatges en un 31% hi vivien nens de menys de 18 anys, en un 67,9% hi vivien parelles casades, en un 5,4% dones solteres, i en un 22,8% no eren unitats familiars. En el 21,2% dels habitatges hi vivien persones soles el 9,2% de les quals corresponia a persones de 65 anys o més que vivien soles. El nombre mitjà de persones vivint en cada habitatge era de 2,67 i el nombre mitjà de persones que vivien en cada família era de 3,08.
Per edats la població es repartia de la següent manera: un 27,2% tenia menys de 18 anys, un 6,1% entre 18 i 24, un 25,2% entre 25 i 44, un 26,2% de 45 a 60 i un 15,2% 65 anys o més.
L'edat mediana era de 38 anys. Per cada 100 dones de 18 o més anys hi havia 102,3 homes.
La renda mediana per habitatge era de 33.309 $ i la renda mediana per família de 35.625 $. Els homes tenien una renda mediana de 25.313 $ mentre que les dones 25.875 $. La renda per capita de la població era de 13.737 $. Entorn del 3,5% de les famílies i el 9,1% de la població estaven per davall del llindar de pobresa.

## Poblacions més properes
El següent diagrama mostra les poblacions més properes.